# Brigitte Boisjoli
Brigitte Boisjoli est une chanteuse québécoise née le 14 septembre 1982 à Drummondville, au Québec. Elle s'est fait connaître en participant à l'émission Star Académie en 2009.

## Biographie
Elle devient une chanteuse connue lors de sa participation à l'émission Star Académie 2009. Elle confirme sa relation personnelle avec le musicien et chanteur Jean-Philippe Audet en août 2016. Elle a une enfant prénomée Charlie avec ce dernier en juin 2017. Elle annonce leur rupture professionnelle et personelle en 2018 en pleine tournée pour son projet Signé Plamondon.

## Participation
| Année | Titre   | Rôle         | Notes            |
| ----- | ------- | ------------ | ---------------- |
| 2013  | Cabaret | Sally Bowles | Comédie musicale |